# 바쿠로요코야마역
바쿠로요코야마역(일본어: 馬喰横山駅, ばくろよこやまえき)은 일본 도쿄도 주오구에 있는 철도역이다.

## 타는 곳
| 1 | ○ 도영 지하철 신주쿠 선 | 진보초·신주쿠·사사즈카·하시모토 방면 |
| 2 | ○ 도영 지하철 신주쿠 선 | 오지마·미즈에·모토야와타 방면        |

## 역세권 정보
- 히가시니혼바시 역(환승역, 도쿄 도 교통국 지하철 아사쿠사 선)
- 바쿠로초역(환승역, 동일본 여객철도 소부 본선(소부 쾌속선))
- 국도 제6호선

## 역사
- 1978년 12월 21일: 영업 개시.

## 인접역
| 도쿄 도 교통국 신주쿠 선    | 도쿄 도 교통국 신주쿠 선           | 도쿄 도 교통국 신주쿠 선      |
| --------------------------- | ---------------------------------- | ----------------------------- |
| S 06 진보초 신주쿠 방면     | 신주쿠 선 급행                     | 모리시타 S 11 모토야와타 방면 |
| S 08 이와모토초 신주쿠 방면 | 신주쿠 선 통근 쾌속 쾌속 각역 정차 | 하마초 S 10 모토야와타 방면   |